# Hug Roger I de Pallars Sobirà
Hug Roger I de Pallars-Mataplana i Cardona (1322 - 1366) fou comte de Pallars Sobirà i senyor d'Urtx (1350 - 1366).

## Antecedents familiars
Fill de Ramon Roger II de Pallars Sobirà i de Sibil·la de Cardona.

## Núpcies i descendents
El 1342 es va casar amb Geralda de Cruïlles que li va donar els següents fills:
- Arnau Roger III de Pallars Sobirà, comte de Pallars Sobirà.
- Roger Bernat, mort infant.
- Hug Roger II de Pallars Sobirà, successor del seu germà en el Comtat de Pallars.
- Joana.